# روژان ایرجی
روژان ایرجی طراح گرافیک مدیر هنری و بازیگر اهل ایران است که برای پروژه‌های سینمایی، موسیقی و تئاتر فعالیت می‌کند،    او تاکنون دو بار برای دریافت سیمرغ بلورین جشنواره فیلم فجر و دو بار برای دریافت جایزه بهترین پوستر از جشنواره شهر نامزد شده است 
 و آثارش در نمایشگاه 2024 FIG Bilbao Art Fair در اسپانیا حضور داشته است، و همچنین نمایش یکی از پوسترهایش در مراسم بین‌المللی Créateurs Design Awards در فرانسه، جایی که پوستر طراحی‌شده توسط او برای معماران ژاپنی، کازویو سجیما و ریوئه نیشی‌زاوا SANAA، هنگام اهدای جایزه Charlotte Perriand بر پرده اصلی مراسم به نمایش درآمد.

## زندگی‌نامه
روژان ایرجی، طراح گرافیک و هنرمند ایرانی، پس از اتمام تحصیلات آکادمیک در رشته طراحی گرافیک و گریم، فعالیت حرفه‌ای خود را با تمرکز بر خلق آثار بصری خلاقانه در زمینه طراحی پوسترهای سینمایی آغاز کرد. 
همکاری با هنرمندان مطرح و حضور فعال در عرصه‌های فرهنگی، از ویژگی‌های مسیر حرفه‌ای اوست.

## فعالیت هنری / طراحی گرافیک

### سینما
| سال  | فیلم                 | کارگردان           | سمت هنری                        |
| ---- | -------------------- | ------------------ | ------------------------------- |
| 1393 | قول                  | محمدعلی طالبی      | طراح پوستر                      |
| 1393 | موقت                 | امیر عزیزی         | طراح پوستر                      |
| 1394 | بارکد                | مصطفی کیایی        | طراح پوستر و بیلبورد            |
| 1394 | کارگر ساده نیازمندیم | منوچهر هادی        | طراح پوستر                      |
| 1394 | زاپاس                | برزو نیک‌نژاد       | طراح لوگو و پوستر               |
| 1395 | پولاریس              | سودابه مرادیان     | طراح پکیج گرافیکی تبلیغات       |
| 1395 | ساعت ۵ عصر           | مهران مدیری        | طراح پکیج گرافیکی تبلیغات       |
| 1395 | دره ستارگان          | الهام قره‌خانی      | طراح لوگو و پوستر               |
| 1395 | ایتالیا ایتالیا      | کاوه صباغ زاده     | طراح پکیج گرافیکی تبلیغات       |
| 1396 | خانه کاغذی           | مهدی صباغ زاده     | طراح پوستر                      |
| 1396 | خجالت نکش            | رضا مقصودی         | طراح لوگو و پوستر               |
| 1396 | اکسیدان              | حامد محمدی         | طراح پکیج گرافیکی تبلیغات       |
| 1396 | زادبوم               | ابوالحسن داودی     | طراح پوستر                      |
| 1396 | لینا                 | رامین رسولی        | طراح پوستر                      |
| 1397 | قانون مورفی          | رامبد جوان         | طراح پکیج گرافیکی تبلیغات       |
| 1397 | در وجه حامل          | بهمن کامیار        | طراح پوستر                      |
| 1397 | پیلوت                | ابراهیم ابراهیمیان | طراح لوگو و پوستر               |
| 1397 | آستیگمات             | مجیدرضا مصطفوی     | مدیر هنری و طراح گرافیک         |
| 1397 | مرداد                | بهمن کامیار        | طراح پکیج گرافیکی تبلیغات       |
| 1398 | ما همه با هم هستیم   | کمال تبریزی        | مدیر هنری و طراح گرافیک         |
| 1398 | قصر شیرین            | رضا میرکریمی       | طراح پکیج گرافیکی تبلیغات       |
| 1398 | فصل ماهی سفید        | قربان نجفی         | طراح پکیج گرافیکی تبلیغات       |
| 1398 | چاقی                 | راما قویدل         | طراح پوستر و بیلبورد            |
| 1399 | روزی روزگاری آبادان  | حمیدرضا آذرنگ      | طراح پوستر و تبلیغات            |
| 1399 | سگ‌ها دیشب نخوابیدند  | رامین رسولی        | طراح پوستر                      |
| 1400 | خائن کشی             | مسعود کیمیایی      | مدیر هنری و طراح گرافیک         |
| 1400 | پسر                  | نوشین معراجی       | طراح پوستر                      |
| 1400 | راند چهارم           | علیرضا امینی       | طراح پوستر                      |
| 1400 | لختگی                | کاوه دهقانپور      | طراح لوگو و پوستر               |
| 1400 | شهربانو              | مریم بحرالعلومی    | طراح پوستر                      |
| 1401 | شب طلایی             | یوسف حاتمی‌کیا      | طراح پوستر                      |
| 1401 | قطع فوری             | مریم بحرالعلومی    | طراح پوستر                      |
| 1402 | بی مادر              | مرتضی فاطمی        | طراح پوستر                      |
| 1402 | پروا                 | مهران مهدویان      | طراح پوستر                      |
| 1403 | ساعت ۶ صبح           | مهران مدیری        | طراح پوستر و تبلیغات            |
| 1403 | تابستانی که برف آمد  | نسیم فروغ          | طراح پوستر                      |
| 1403 | کارزار               | شهرام اسدزاده      | مدیر هنری تبلیغات و طراح گرافیک |
| 1403 | خجالت نکش ۲          | رضا مقصودی         | مدیر هنری و طراح گرافیک         |
| 1403 | شوهر ستاره           | ابراهیم ایرج‌زاد    | طراح لوگو و پوستر               |
| 1403 | دست تنها             | امیرحسین ثقفی      | طراح لوگو و پوستر               |
| 1403 | پری دریایی           | سودابه مرادیان     | طراح پوستر                      |
| 1403 | ترک عمیق             | آرمان زرین کوب     | طراح پوستر                      |
| 1403 | خرچنگ                | مصطفی شایسته       | طراح پکیج گرافیکی تبلیغات       |
| 1404 | پاکول                | نوید اسماعیلی      | طراح پوستر                      |
| 1404 | زیبا صدایم کن        | رسول صدرعاملی      | طراح پوستر و بیلبورد            |
| 1404 | زعفرانیه ۱۴ تیر      | سید علی هاشمی      | طراح پوستر و بیلبورد            |

### سریال
| سال  | سریال                        | کارگردان     | سمت هنری                  |
| ---- | ---------------------------- | ------------ | ------------------------- |
| 1399 | دراکولا (مجموعه نمایش خانگی) | مهران مدیری  | طراح پکیج گرافیکی تبلیغات |
| 1399 | بوم و بانو                   | سعید سلطانی  | طراح پوستر                |
| 1400 | ۸۷ متر                       | کیانوش عیاری | طراح لوگو، پوستر و تیتراژ |
| 1400 | ساخت ایران                   | بهمن گودرزی  | طراح لوگو و تبلیغات مجازی |

### تئاتر
| سال  | نمایش                         | کارگردان               | سمت هنری                                   |
| ---- | ----------------------------- | ---------------------- | ------------------------------------------ |
| 1393 | نوعی داستان عاشقانه           | مسعود تاروردی          | طراح پوستر و بروشور                        |
| 1393 | اتوبوسی به نام هوس            | محسن حاج نوروزی        | طراح پوستر                                 |
| 1396 | Persephone; a Kinetic Concert | Lia Alba Ikkos Serrano | طراح پوستر                                 |
| 1401 | هر جا آب هست، ویرانی ست...    | محمد واحدی             | طراح پوستر                                 |
| 1401 | الد سانگز: عشق روزهای کرونا   | محمد رحمانیان          | طراح پوستر و بیلبورد                       |
| 1402 | پستچی                         | شهرام شاه حسینی        | طراح پکیج گرافیکی تبلیغات                  |
| 1402 | هفت خان اسفندیار              | حسین پارسایی           | طراح پوستر، بیلبورد و تبلیغات              |
| 1404 | خانه دراکولا                  | بابک صحرایی            | طراح لوگو و پوستر                          |
| 1404 | شاه لیر «روایتی آهنگین»       | الیکا عبدالرزاقی       | مدیر هنری تبلیغات، طراح گرافیک و موشن‌گرافر |

### موسیقی
| سال  | عنوان            | خواننده     | سمت هنری           |
| ---- | ---------------- | ----------- | ------------------ |
| 1397 | آستیگمات         | رضا صادقی   | طراح کاور          |
| 1397 | غیر مجاز         | علی لهراسبی | طراح کاور          |
| 1398 | ژن خوک           | محسن چاوشی  | طراح کاور          |
| 1398 | لیلی جان         | رستاک       | طراح کاور          |
| 1399 | فاطلو            | رستاک       | طراح کاور          |
| 1399 | کارا اوزوم حابسی | رستاک       | طراح کاور          |
| 1399 | کوچه لر          | رستاک       | طراح کاور          |
| 1399 | هیه و های و هیه  | رستاک       | طراح کاور          |
| 1399 | لیلو             | رستاک       | طراح کاور          |
| 1402 | آلبوم بی‌تاب      | محسن نامجو  | طراح کاور و بروشور |
| 1404 | ققنوس            | رضا یزدانی  | طراح کاور          |
| 1404 | عاشقم باش        | رضا یزدانی  | طراح کاور          |

## بازیگری
- نمایش اِل نینو (1395) [۵۴]
- نمایش آشپزخانه کارگردان: حسن معجونی(1398) [۵۵]
- سریال ۸۷ متر کارگردان:کیانوش عیاری(1400)
- فیلم سینمایی آزردگان کارگردان: مهدی فرد قادری(1400) [۵۶]
- فیلم سینمایی ساعت ۶ صبح کارگردان:مهران مدیری (1402) [۵۷]
- فیلم سینمایی تابستانی که برف آمد کارگردان: نسیم فروغ (1404) [۵۸]

## جوایز و جشنواره ها
| جایزه                               | رده                | نامزد       | نتیجه    | منبع |
| ----------------------------------- | ------------------ | ----------- | -------- | ---- |
| چهل و سومین دوره جشنواره فیلم فجر   | بهترین طراحی پوستر | روژان ایرجی | نامزدشده | *    |
| سی و پنجمین دوره جشنواره فیلم فجر   | بهترین طراحی پوستر | روژان ایرجی | نامزدشده | *    |
| هشتمین دوره جشنواره فیلم شهر        | بهترین طراحی پوستر | روژان ایرجی | نامزدشده | *    |
| هفتمین دوره جشنواره فیلم شهر        | بهترین طراحی پوستر | روژان ایرجی | نامزدشده | *    |
| دومین جشنواره فیلم یاس              | بهترین طراحی پوستر | روژان ایرجی | برنده    | *    |
| جشنواره تئاتر استاد ناظرزاده کرمانی | بهترین طراحی پوستر | روژان ایرجی | برنده    | *    |

- حضور در آرت‌فر FIG بیلبائو – اسپانیا – سال ۲۰۲۴؛ نمایش آثار فتومونتاژ در بخش هنرهای معاصر این رویداد بین‌المللی [۶۶]
- نمایش موشن‌پوستر طراحی‌شده توسط روژان ایرجی در مراسم Créateurs Design Awards فرانسه – سال ۲۰۲۵؛ این اثر، که چهرهٔ معماران ژاپنی Ryue Nishizawa و Kazuyo Sejima را به تصویر می‌کشید، در لحظهٔ اعطای جایزه Le Prix Charlotte Perriand به آن‌ها بر پردهٔ اصلی مراسم به نمایش درآمد. [۶۷]